# Im Tal des Verderbens
Im Tal des Verderbens (Originaltitel: War Paint) ist ein US-amerikanischer Western aus dem Jahr 1953 von Lesley Selander mit Robert Stack und Joan Taylor in den Hauptrollen. Das Drehbuch basiert auf einer Originalstory von Fred Freiberger und William Tunberg. Den Verleih übernahm United Artists.

## Handlung
Auf dem Rückweg von ihrem Patrouillendienst nach Fort Kirk werden Lieutenant Billings und Sergeant Clarke darüber informiert, dass sie einen Vertrag zum nahegelegenen Handelsposten bringen müssen, wo ihn ein wartender Lieutenant namens Kirby abholen wird. Der Vertrag, der Friedensbedingungen enthält, die sowohl für die Indianer als auch für die US-Regierung zufriedenstellend sind, muss innerhalb von neun Tagen an Häuptling Gray Cloud geliefert werden, sonst kommt es zum Krieg. Die Männer, insbesondere der Kavallerist Perkins, dessen Frau gerade ein Baby bekommen hat, sind unglücklich. Als sie den Handelsposten erreichen, sind sie bestürzt, als sie erfahren, dass Kirby nicht angekommen ist.
Billings und seine Männer wissen nicht, dass Kirby und seine Männer von Gray Clouds Sohn Taslik getötet wurden, einem verbitterten Krieger, der glaubt, dass der Vertrag sein Volk weiter schwächen wird. Als Taslik am Posten ankommt, bittet Billings ihn, die Truppe zu Gray Clouds Dorf zu führen. In dieser Nacht, während die Soldaten den Geschichten ihres Kameraden Charnofsky über das Leben in Polen lauschen, trägt Taslik Kriegsbemalung auf und starrt sie wütend an. Als einer der Männer misstrauisch nach der Kriegsbemalung fragt, fragt Taslik: „Tragen Sie keine Kriegskleidung?“ Nach einem Tagesritt durch Wüstengebiet zerstören schwere Felsbrocken alle Wasserfässer der Soldaten bis auf eines. Am nächsten Tag ist Billings entsetzt, als er erfährt, dass das verbleibende Fass ein Leck hat. Taslik führt sie zu einer Quelle, die jedoch ausgetrocknet ist. Während die Männer schlafen, schleicht sich Taslik davon und erhält Wasser von seiner Schwester Wanima, die der Gruppe heimlich folgt und ihrem Bruder geholfen hat, die Wasserversorgung zu sabotieren.
Mehrere Missgeschicke später beginnt Billings, Taslik zu verdächtigen. Als alle Pferde durchgehen, stellt er den Krieger schließlich zur Rede. Taslik erklärt, dass sein Vater zwar weiße Männer für ehrenhaft hält, er aber sicher ist, dass der Vertrag gebrochen wird. Billings ist entschlossen, den Vertrag zu überbringen, und befiehlt den Männern, weiterzugehen, doch bald wird klar, dass Taslik sie im Kreis geführt hat. Ein verzweifelter und durstiger Soldat namens Tolson tötet Taslik. Da die Männer vom Durst geschwächt sind, beschließt Billings, den Soldaten Clancy ins Dorf vorauszuschicken, doch Wanima folgt ihm und erschießt ihn. Bevor Clancy stirbt, verwundet er sie jedoch, und die Abteilung findet kurz darauf die beiden gefallenen Körper. Die Soldaten wollen Wanima töten, doch Billings beschließt, sie als Beweis dafür mitzunehmen, dass sie Frieden wollen. Wanima führt die Männer nicht zu einem Wasser, sondern zu einer verlassenen Goldmine. Grady, einer der Soldaten, versucht Wanima zu töten, und als Billings sie verteidigt, schießt Tolson ihm in den Arm. Als Wanima erkennt, dass Billings es mit seinem Wunsch nach Frieden ernst meint, führt sie die Gruppe zu einer Quelle und verhindert so eine Meuterei.
In dieser Nacht beschließen Tolson und zwei andere, die loyalen Mitglieder der Truppe zu töten, damit sie die Goldmine plündern können. Clarke schickt Billings und Wanima in das Dorf, während er die Meuternden abwehrt, aber nachdem der Kampf vorbei ist, ist nur noch Tolson am Leben. Als Billings und Wanima sich Gray Clouds Dorf nähern, greift der Soldat sie an. Es kommt zu einem brutalen Kampf, aber am Ende ersticht Billings Tolson. Erschöpft betreten Wanima und der Leutnant langsam gemeinsam das Dorf.

## Hintergrund
Gedreht wurde der Film vom 24. Februar bis Mitte März 1953. Innenaufnahmen entstanden in den Motion-Picture-Center-Studios in Hollywood.
Im Abspann findet sich folgende schriftliche Anerkennung: „War Paint wurde in seiner Gesamtheit im wunderschönen Death-Valley-Nationalpark in Kalifornien in Zusammenarbeit mit dem US-Innenministerium und dem National Park Service gefilmt. Ohne ihre Hilfe wäre dieser Film nicht möglich gewesen.“ Im Presseheft zum Film wurde fälschlicherweise behauptet, es sei der erste abendfüllende Film gewesen, der jemals im Death Valley gedreht wurde. Der Film war die erste Produktion von Howard Kochs Firma K-B Productions, Inc.
Laut Dokumenten in der Bibliothek der Academy of Motion Picture Arts and Sciences enthielt ein früher Entwurf des Drehbuchs eine Szene mit Sterbehilfe, gegen die der Direktor der Zensurbehörde PCA (Production Code Administration), Joseph Breen, Einwände erhob.
Wiard Ihnen oblag die künstlerische Leitung. Victor A. Gangelin war für das Szenenbild zuständig.
Der im Film gespielte Song Elaine stammte von Johnny Lehmann und Emil Newman.

## Synchronisation
| Rolle         | Schauspieler    | Deutscher Synchronsprecher |
| ------------- | --------------- | -------------------------- |
| Lt. Billings  | Robert Stack    | Horst Niendorf             |
| Wanima        | Joan Taylor     | Marion Degler              |
| Sgt. Clarke   | Charles McGraw  | Wolf Martini               |
| Tolson        | Peter Graves    | Heinz Giese                |
| Grady         | Robert J. Wilke | Clemens Hasse              |
| Charnofsky    | John Doucette   | Stanislav Ledinek          |
| Clancy        | Douglas Kennedy | Hans Emons                 |
| Cpl. Hamilton | Charles Nolte   | Sebastian Fischer          |
| Martin        | James Parnell   | Eduard Wandrey             |
| Perkins       | Paul Richards   | Friedrich Joloff           |

## Veröffentlichung
Die Premiere des Films fand am 28. August 1953 statt. In der Bundesrepublik Deutschland kam er am 26. März 1954 in die Kinos, in Österreich im August 1954.

## Kritiken
Das Lexikon des internationalen Films schrieb: „Klassischer Western, dessen Handlung trotz bescheidener Produktionsmittel zu fesseln versteht.“
Die Filmzeitschrift Cinema befand: „Das schmale Budget merkt man dem Film zwar an, dass aber im grandiosen Death Valley gedreht wurde, reißt vieles raus. Fazit: Grimmiger B-Film vor eindrucksvoller Kulisse.“